# Коваль, Денис Анатольевич
Денис Анатольевич Коваль (род. 6 ноября 1991 года) — российский конькобежец, член олимпийской сборной команды России по конькобежному спорту на Олимпиаде в Сочи. Чемпион России среди юниоров (2011, 2х500 метров). Участник Чемпионата мира на отдельных дистанциях 2013 и Чемпионата мира в спринтерском многоборье 2013. Мастер спорта международного класса.
Денис Коваль начинал заниматься конькобежным спортом в родном Иркутске. Первые тренеры — Юрий Косыгин и Валентина Косыгина. Сейчас тренируют Вера Быкова, Андрей Савельев.
Выступает за регион Санкт-Петербург, клубы УОР № 2 (Санкт-Петербург), ЦСКА

## Семья
Отец Анатолий, кандидат в мастера спорта по конькобежному спорту.

## Результаты
| Год  | ЧM спринт | ЧM на отдельных дистанциях | Олимпиады | Кубок мира           | ЧМ среди юниоров    |
| ---- | --------- | -------------------------- | --------- | -------------------- | ------------------- |
| 2011 |           |                            |           |                      | 4e 500 м 14e 1000 м |
| 2012 |           |                            |           | 0p 500 м             |                     |
| 2013 | 16e       | 7e 500 м                   |           | 17e 500 м 43e 1000 м |                     |
| 2014 |           |                            | 13e 500 м | 28e 500 м 0p 1000 м  |                     |
| 2015 |           |                            |           | 14e 500 м            |                     |
| 2016 |           |                            |           | 31e 500 м            |                     |